# Legni

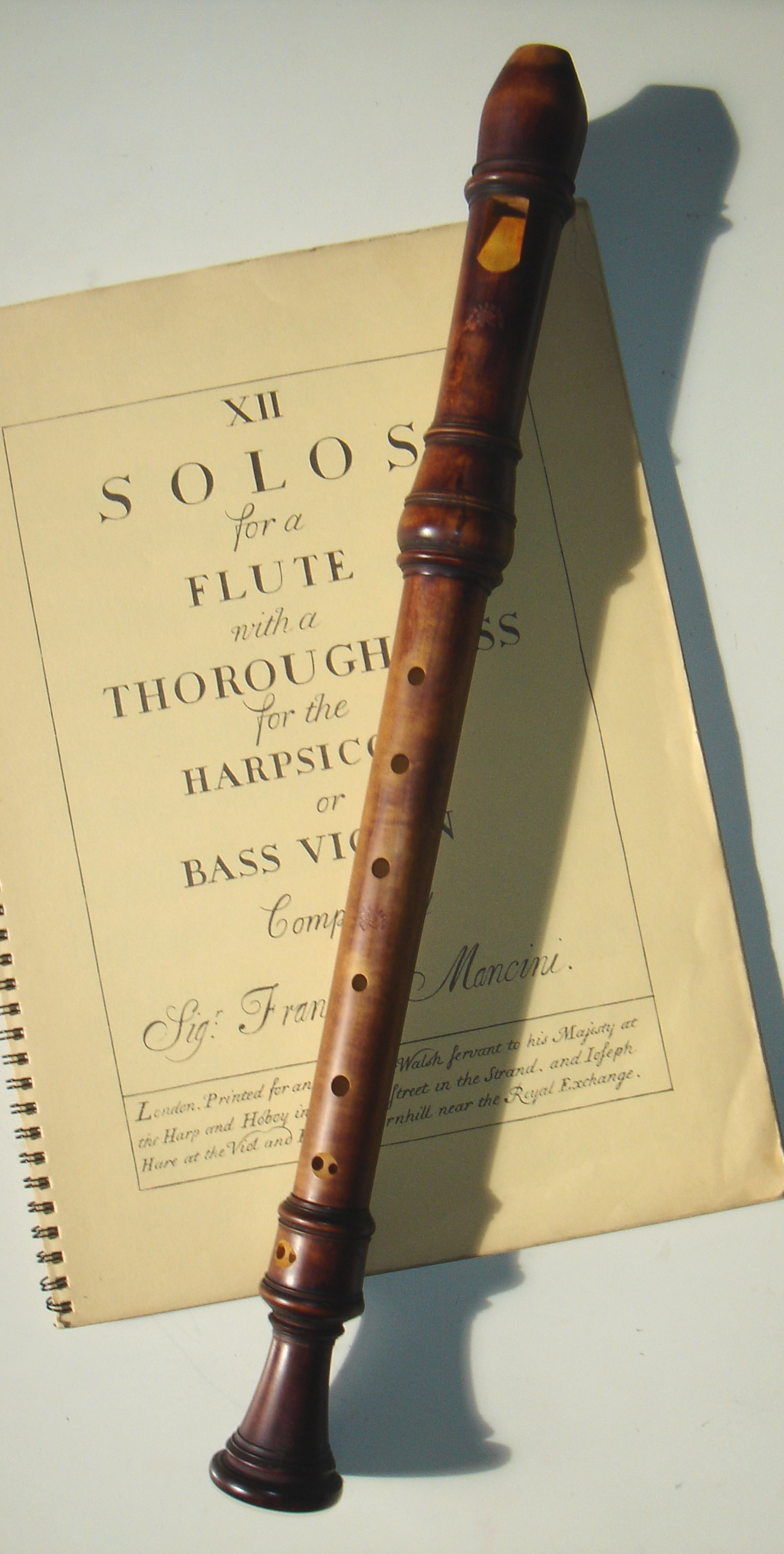
Uno degli strumenti più conosciuti della famiglia di legni è il flauto dolce

Sono detti correntemente legni alcuni strumenti musicali aerofoni in cui il suono viene prodotto attraverso un'imboccatura ad ancia (semplice o doppia) o attraverso un foro d'imboccatura.
I legni costituiscono insieme agli ottoni la famiglia di strumenti tradizionalmente detti "fiati" (aerofoni nella classificazione Hornbostel-Sachs).
Si chiamano così perché originariamente il loro corpo era realizzato primariamente in legno, ma anche in osso o avorio. Oggi in questa famiglia rientrano però anche strumenti in metallo o materiali plastici, come, d'altro canto, strumenti come il cornetto o il corno delle Alpi che sono costruiti in legno vengono, a causa del sistema di produzione del suono, classificati tra gli ottoni.
Si tratta quindi di strumenti molto diversi tra loro. Ciò che li accomuna è il metodo di produzione del suono, diverso da quello dell'ancia labiale (dove la combinazione di bocchino e ancia è sostituita dalle labbra del musicista, cosa che caratterizza gli ottoni), ed una colonna d'aria le cui proporzioni variano attraverso l'apertura di fori controllati dalle dita dell'esecutore (contrariamente agli ottoni, in cui le diverse note vengono prodotte allungando fisicamente la colonna d'aria e variate con le labbra i diversi suoni armonici).
Sono quasi tutti aerofoni risonanti.
Una precisa definizione è comunque difficile:
- Nei "tipici" legni (come ad esempio flauti, clarinetti, oboi, fagotti, sassofoni):
  - l'esecutore soffia direttamente nello strumento;
  - l'altezza della nota dipende dalla lunghezza della colonna d'aria vibrante (la frequenza ottenuta è una delle frequenze di risonanza della colonna d'aria);
  - la lunghezza della colonna d'aria vibrante viene stabilita dall'esecutore aprendo o chiudendo dei fori, direttamente con le dita o per mezzo di chiavi.
- In senso più lato, appartengono ai legni anche alcuni strumenti che possono produrre solo pochi suoni e quindi non hanno fori né chiavi (come il flauto di Pan, i fischietti, i richiami da caccia) o strumenti in cui non si soffia direttamente (come le canne ad anima dell'organo).
- In senso ancora più esteso, ai legni appartengono anche strumenti in cui è presente una colonna d'aria ma l'altezza del suono viene regolata da un'ancia. La colonna d'aria entra successivamente in risonanza con l'ancia, aumentando il volume ed influenzando il timbro. Questi strumenti producono un solo suono e quindi non hanno fori né chiavi. A questo gruppo appartengono le canne di bordone della zampogna e le canne ad ancia dell'organo. Spesso questi strumenti vengono confusi con gli strumenti ad ancia, per la loro similarità costruttiva e spesso anche di timbro.

Questa voce tratta principalmente i "tipici" strumenti con fori come per esempio il flauto dolce.

## Produzione del suono

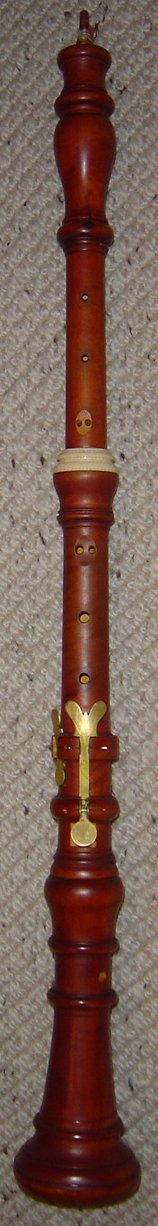
Oboe barocco

### Produzione delle vibrazioni
La colonna d'aria viene messa in vibrazione dall'esecutore attraverso un'imboccatura in tre possibili modi:
- una sottile corrente d'aria viene soffiata contro uno spigolo vivo che induce le vibrazioni;
- un'ancia semplice vibra contro un'apertura fissa (ancia battente);
- una coppia simmetrica di ance vibra, una contro l'altra (ancia doppia).

La vibrazione prodotta all'imboccatura (in genere un suono poco gradevole) eccita la colonna d'aria e si crea così un'onda stazionaria e di conseguenza un suono. Per suonare questi strumenti occorre quindi prevedere un certo "anticipo" dovuto all'inerzia  della colonna d'aria, tanto maggiore quanto maggiore è la lunghezza ed il volume della colonna stessa. Un buon controllo dello strumento prevede una perfetta conoscenza di questo "anticipo" al fine di riuscire a suonare contemporaneamente agli altri strumentisti.

### Regolazione dell'altezza della nota
Il suono più grave di un certo strumento si produce chiudendo tutti i fori, facendo quindi coincidere la lunghezza della colonna d'aria con la lunghezza fisica dello strumento (più la correzione di bocca). Aprendo progressivamente i fori (partendo dal più lontano dall'imboccatura) si accorcia la lunghezza della colonna vibrante e quindi si ottiene un suono via via più acuto. Normalmente, aprendo progressivamente i fori, si ottiene una scala diatonica.

L'estensione base degli strumenti va dalla posizione con tutti i fori chiusi a quella con tutti i fori aperti. Mentre il limite verso il basso è determinato fisicamente, l'estensione verso l'acuto viene ampliata modificando il metodo di eccitazione della colonna d'aria o interrompendola in punti predeterminati. Queste tecniche permettono di mettere in risonanza la colonna d'aria alla frequenza del secondo o terzo armonico naturale e quindi ottenendo una nota più acuta di un'ottava o più (con frequenza doppia o più). Questo avviene cambiando la pressione o la velocità dell'aria, modificando l'imboccatura o usando i fori portavoce.
Nella pratica, i legni utilizzano correntemente la vibrazione fondamentale ed i primi tre o quattro armonici. Gli armonici superiori diventano più difficili da ottenere e controllare: inoltre sono più poveri timbricamente.
Negli strumenti ad ancia con colonna d'aria conica, la lunghezza d'onda risultante è doppia rispetto alla lunghezza vibrante dello strumento; se la colonna d'aria è cilindrica, la lunghezza d'onda prodotta è pari a quattro volte la lunghezza vibrante dello strumento. Ecco perché un clarinetto, che è lungo come un oboe ma ha la colonna d'aria cilindrica, può produrre note molto più basse.

### Il timbro
Come in ogni strumento musicale, la forma d'onda non è perfettamente sinusoidale, ma comprende gli armonici superiori che determinano il timbro dello strumento. Questi dipendono (in approssimativo ordine di importanza) da:
- forma e proporzioni della colonna d'aria (è la celebre "Legge di Sax");
- irregolarità interne della colonna d'aria (comprese quelle dovute ai fori e ad altre caratteristiche costruttive);
- caratteristiche della sorgente di vibrazioni (forma, proporzioni e altre variabili del foro d'insufflazione, del bocchino o dell'ancia);
- caratteristiche fisiche dell'esecutore (le vibrazioni risuonano anche nel corpo dell'esecutore);
- caratteristiche fisiche del materiale con cui è costruito lo strumento (capacità del materiale di assorbire o riflettere determinate frequenze);
- peso dello strumento (e tutte le variabili che contribuiscono ad aumentare l'inerzia del sistema);
- pressione dell'aria ed energia fornita all'imboccatura;
- metodo di produzione delle vibrazioni.

Generalmente parlando, la fisica dei legni non è stata indagata con metodi scientifici ed è sovente conseguenza di sperimentazioni empiriche di artigiani e strumentisti.

## Storia
I legni sono tra gli strumenti più antichi. Uno degli strumenti preistorici più antichi mai ritrovati è un flauto di osso datato oltre 30.000 anni fa e realizzato con l'osso cavo di un uccello. Dal medioevo al 1800 l'evoluzione fu piuttosto lenta, ma nel XIX secolo lo sviluppo accelerò notevolmente, grazie alle possibilità offerte dalla metallurgia, alle richieste dei compositori ed al fermento creativo di quegli anni.
Anticamente i legni erano costruiti con tecniche di falegnameria (con tornio e trapano) in osso, avorio ma soprattutto in legno: il continuo contatto con il fiato umido dell'esecutore portava tuttavia spesso a incrinature del materiale. Per ogni strumento si è stabilito quindi empiricamente un compromesso tra robustezza del materiale (legni duri e pesanti come ad esempio ebano e palissandro o legno di rosa) e risonanza (legni leggeri come ad esempio l'acero).
Oggi in questa famiglia rientrano strumenti in legno, metallo (ottone, argento, oro) o materiali plastici, mentre è quasi scomparso l'uso dell'osso o dell'avorio.

### Scala naturale
I legni antichi (senza chiavi) erano costruiti secondo una determinata scala naturale, che otteneva aprendo in sequenza i fori sotto le dita. Anche con l'introduzione delle chiavi, questa rimane la scala più facile da suonare: più ci si allontana da essa, più la tecnica si fa complessa. Per fare un esempio, esistono clarinetti soprani costruiti sulla scala naturale di Si bemolle (per cui la scala più spontanea è quella con due bemolli) e sulla scala naturale di La (per cui una scala con tre diesis è la più spontanea). Lo stesso strumentista cambia strumento a seconda della tonalità del brano: se in orchestra si suona spesso in tonalità con diesis (favorite dagli archi) userà lo strumento in La, se suonerà in banda, userà quello in Si bemolle, perché la massima parte degli strumenti bandistici è a sua volta costruita su scale naturali con bemolli.
Normalmente, i vari suoni di questa scala naturale sono comunque scritti come suoni della scala di Do, per semplificare la vita al musicista nel momento in cui deve cambiare lo strumento. La maggior parte dei legni costruiti secondo una scala naturale diversa da quella di Do sono quindi strumenti traspositori. Talvolta (ad esempio nei flauti dolci) questa regola non si applica.

## Intonazione
L'intonazione viene definita in fase di progettazione e dipende dalle misure dello strumento e dei fori. Questa non può essere stravolta dall'esecutore. Ad esempio, gli strumenti moderni sono tarati per suonare il La con una frequenza compresa tra i 440 ed i 442 Hz: per suonare musica barocca (tra i 395 ed i 415 Hz) o rinascimentale (fino a 466 Hz) è necessario cambiare strumento o almeno parte di esso.
L'intonazione viene modificata allungando il tubo grazie ad alcuni giunti presenti in esso: però i fori non possono allontanarsi proporzionalmente a loro volta, quindi la correzione di fatto è limitata a circa un quarto di tono. Se lo strumento viene allungato o accorciato troppo, le proporzioni tra gli intervalli saranno sballate.
In situazioni climatiche estreme, mantenere l'intonazione può diventare un grosso problema, visto che la velocità del suono nell'aria (e la conseguente lunghezza d'onda) varia al variare della temperatura. Gli strumenti moderni sono generalmente progettati per suonare a 20 °C.

## Classificazione ed elenco di strumenti
Secondo la classificazione Hornbostel-Sachs, i legni possono essere divisi in due sottofamiglie:
- aerofoni labiali, detti comunemente flauti (codice HS 421): flauti dritti (flauto dolce, ocarina, tin whistle) e flauti traversi (flauto traverso, ottavino);
- aerofoni ad ancia (codice HS 422):
  - aerofoni ad ancia doppia (codice HS 422.1): oboe, fagotto, controfagotto, corno inglese (e oboe d'amore, Heckelphon, dulciana, sarrusofono, cromorno, rauschpfeife, duduk, ciaramella, bombarda, cervellato);
  - aerofoni ad ancia semplice (codice HS 422.2): clarinetto e sassofono (ma anche chalumeau, corno di bassetto, clarinetto basso, launeddas, tubax, xaphoon, zhaleika);
  - aerofoni sia ad ancia semplice che doppia: cornamusa, zampogna, e simili (müsa, piva, gaida, musette de cour).